# Direction générale de la Police nationale
 (novembre 2023).
La direction générale de la Police nationale (DGPN) est une administration de France qui est sous l'égide du ministère de l'Intérieur et qui est chargée du commandement des différentes directions de la Police nationale.

## Histoire
La direction générale est créée une première fois par la loi du 23 avril 1941 qui réunit et place sous l'autorité du ministre secrétaire d'État à l'intérieur l'ensemble des polices municipales des villes de plus de 10.000 habitants, les services et directions de l'ancienne direction générale de la Sûreté Nationale, les Groupes Mobile de Réserve et les forces de la Préfecture de Police, pour le département de la Seine. Le 16 novembre 1944, elle est remplacée par la direction générale de la Sûreté nationale par le gouvernement provisoire de la République française.
Elle est recrée par décret du 29 septembre 1969,, pour remplacer la direction générale de la Sûreté nationale, à la suite de la loi n° 66-492 du 9 juillet 1966 portant organisation de la police nationale, unissant les structures policières qu'étaient la Préfecture de police, fondée par Bonaparte en 1800 et la direction générale de la Sûreté nationale, créée en avril 1934[réf. nécessaire].
L'unification des structures de la police en France a été voulue explicitement par le général de Gaulle, à la suite de l'arrestation de Mehdi Ben Barka le 29 octobre 1965 où des personnes présentant des cartes de police auraient agi, en lien avec des agents du gouvernement marocain[réf. nécessaire].
La loi d'orientation et de programmation relative à la sécurité de janvier 1995 a énoncé les missions prioritaires de la Police nationale, qui ont été confirmées par la loi d'orientation et de programmation pour la sécurité intérieure d'août 2002.
Au 1er juillet 2008, est entrée en vigueur la réorganisation des deux services de renseignement avec la fusion de la direction centrale des Renseignements généraux (DCRG) et de la direction de la Surveillance du territoire (DST) au sein d'une nouvelle direction, appelée direction centrale du Renseignement intérieur (DCRI).
Un nouveau service, la sous-direction de l'information générale (SDIG), est également créé au sein de la direction nationale de la Sécurité publique, qui devient ensuite le service central du renseignement territorial (SCRT) en 2014 et devient une direction à part entière en 2023 sous le nom de : "direction nationale du renseignement territorial" (DNRT). Ce service reprend une partie des prérogatives des anciens Renseignements généraux, tandis que la sous-direction des « courses et jeux » est transférée à la direction nationale de la Police judiciaire (DNPJ) et que la 14e section de la Direction des renseignements généraux de la Préfecture de Police est rattachée à l'automne 2008 au Service de protection des hautes personnalités ou SPHP (devenu Service de la protection (SDLP) en 2013) dont les missions sont élargies.

## Organisation
Pour mener à bien ses missions, elle s'appuie sur des directions actives, des services actifs ainsi que plusieurs unités qui lui sont directement rattachées.

### Directions et services
Les directions et services de la DGPN sont les suivants :
- la direction des ressources humaines, des finances et des soutiens de la police nationale  (DRHFS) ;
- l'Inspection générale de la Police nationale (IGPN) ;
- la direction nationale de la Police judiciaire (DNPJ) ;
- la direction nationale de la Sécurité publique (DNSP) ;
- la direction nationale de la Police aux frontières (DNPAF) ;
- la direction nationale du renseignement territorial (DNRT) ;
- la direction centrale des compagnies républicaines de sécurité (DCCRS) ;
- la direction centrale du recrutement et de la formation de la police nationale (DCRFPN) ;
- la direction de la coopération internationale de sécurité (DCIS), conjointement avec la Gendarmerie nationale ;
- le service de la protection (SDLP) ;
- le service national de police scientifique (SNPS)

### Services et unités dépendant directement du directeur général de la Police nationale
Les services et unités directement rattachées au DGPN sont les suivantes :
- l'unité de recherche, assistance, intervention et dissuasion (RAID)[10] ;
- l'unité de coordination des grands événements (UCGE) ;
- l'unité de coordination des forces mobiles (UCFM) ;
- le détachement central interministériel d'intervention technique (DCI-IT) ;
- la délégation aux victimes (DAV) ;
- le centre d'information de la Police nationale (CIPN) ;
- le service d'information et de communication de la Police nationale (SICoP) avec le service historique de la Police nationale (SHPN), rattaché au SICoP ;
- le service national des enquêtes administratives de sécurité (SNEAS)[11] ;
- le service national des enquêtes d’autorisation de voyage (SNEAV) ;
- le service statistique ministériel de la sécurité intérieure (SSMSI), conjointement avec le directeur de la Gendarmerie nationale.
- l'agence du numérique des forces de sécurité intérieure (ANFSI), conjointement avec le directeur de la Gendarmerie nationale.
- l’agence nationale des données de voyage (ANDV)

### Établissement public à caractère administratif sous tutelle de la Direction générale de la Police nationale
- L'École nationale supérieure de la Police (ENSP), forme les officiers de police et les commissaires de police.

### Cas spécifiques de Paris, des Hauts-de-Seine, de la Seine-Saint-Denis et du Val-de-Marne
À Paris et dans les départements des Hauts-de-Seine, de la Seine-Saint-Denis et du Val-de-Marne, la direction générale de la Police nationale n'a pas d'autorité sur les personnels et les moyens. Les missions de sécurité intérieure (sécurité publique, police judiciaire, renseignements en tous genres) sont assurées par les personnels de la préfecture de police de Paris, qui fut créée en 1800, transformation de la lieutenance générale de police, créée en 1667. Le préfet de police rend compte directement au ministre de l'Intérieur et n'est pas placé sous l'autorité du directeur général de la police nationale. Il existe également une préfecture de Police dans les Bouches-du-Rhône, qui dispose d'attributions moindres que la préfecture de police de Paris : elle n'a qu'une autorité fonctionnelle sur les personnels de police affectés dans ce département.

## Moyens

### Moyens matériels
La direction générale de la Police nationale dispose de moyens matériels en adéquation avec l'ensemble des missions qui lui sont confiées[Interprétation personnelle ?][réf. nécessaire] ; il s’agit notamment de :
- l’armement individuel et collectif ;
- des véhicules terrestres d'intervention sérigraphiés et banalisés ;
- des avions de transport et des hélicoptères de surveillance et d'intervention.

### Moyens humains
La direction générale de la Police nationale est composée en effectifs budgétaires en 2022 d'environ 152 000 personnes (référence : effectifs budgétaires prévus lors du dépôt de loi de finances, pour le Ministère de l'Intérieur, cette loi devant être votée au plus le 31 décembre, avec la répartition des différents corps de fonctionnaires )[réf. non conforme] :
- les personnels policiers, à statut spécial (qui n'ont pas le droit de faire grève et qui ont droit à une grille indiciaire différente des autres différents corps de la fonction publique)[réf. nécessaire], soit environ 126 000 fonctionnaires ;
- les personnels administratifs, soit environ 12 000 fonctionnaires ;
- les personnels techniques et scientifiques, soit 14 000 fonctionnaires.

## Succession des directeurs
| Identité                 | Période           | Période           |
| Identité                 | Début             | Fin               |
| ------------------------ | ----------------- | ----------------- |
| Jean Dours               | 29 octobre 1969   | 14 juin 1973      |
| Jacques Lenoir           | 14 juin 1973      | 20 mars 1974      |
| Louis Verger (d)         | 20 mars 1974      | 22 septembre 1975 |
| Robert Pandraud          | 22 septembre 1975 | 27 avril 1978     |
| Jacques Solier (d)       | 27 avril 1978     | 10 juillet 1980   |
| Maurice Léon Lambert (d) | 19 juin 1980      | 30 juillet 1981   |
| Bernard Couzier (d)      | 30 juillet 1981   | 4 octobre 1982    |
| Paul Cousseran           | 29 septembre 1982 | 8 juin 1983       |
| Pierre Verbrugghe        | 8 juin 1983       | 8 janvier 1987    |
| Ivan Barbot (d)          | 8 janvier 1987    | 31 mai 1989       |
| François Roussely        | 31 mai 1989       | 10 juillet 1991   |
| Bernard Grasset          | 10 juillet 1991   | 21 avril 1993     |
| Édouard Lacroix (d)      | 21 avril 1993     | 6 septembre 1994  |
| Claude Guéant            | 6 septembre 1994  | 22 janvier 1998   |
| Didier Cultiaux (d)      | 22 janvier 1998   | 29 novembre 1999  |
| Patrice Bergougnoux (d), | 29 novembre 1999  | 1er juillet 2002  |
| Michel Gaudin            | 1er juillet 2002  | 25 mai 2007       |
| Frédéric Péchenard       | 25 mai 2007       | 31 mai 2012       |
| Claude Baland            | 31 mai 2012       | 2 juin 2014       |
| Jean-Marc Falcone        | 2 juin 2014       | 2 août 2017       |
| Éric Morvan,             | 2 août 2017       | 3 février 2020    |
| Frédéric Veaux,          | 3 février 2020    | 29 septembre 2024 |
| Louis Laugier            | 4 novembre 2024   | En cours          |